# Raión de Zhírnovsk
El raión de Zhírnovsk (ruso: Жи́рновский райо́н) es un distrito administrativo y municipal (raión) ruso perteneciente a la óblast de Volgogrado. Se ubica en el norte de la óblast. Su capital es Zhírnovsk.
En 2021, el raión tenía una población de 37 173 habitantes. Es limítrofe al norte y este con la óblast de Sarátov.
El área estuvo habitada históricamente por los alemanes del Volga, que se asentaron aquí en la década de 1760 por invitación de Catalina II. Gran parte de su territorio formó parte de la RASS de los Alemanes del Volga hasta 1941, cuando los habitantes locales fueron expulsados a campos de concentración de Siberia por orden de Stalin y reemplazados por nuevos pobladores étnicamente rusos.

## Subdivisiones
Comprende la ciudad de Zhírnovsk (la capital), los asentamientos de tipo urbano de Krasni Yar, Liniovo y Medvéditski y 32 localidades rurales. Estas 36 localidades se agrupan en 14 ayuntamientos, que son los cuatro ayuntamientos urbanos mencionados (que incluyen como pedanías a cuatro de las localidades rurales) y los siguientes diez asentamientos rurales:
- Aleksándrovka
- Aléshniki
- Borodachí
- Vérjniaya Dóbrinka
- Kliónovka
- Medvéditsa
- Melovatka
- Nízhniaya Dóbrinka
- Tarapátino
- Tetereviatka